# Brian Herrington
Brian P. Herrington (* 3. Juni 1976 in Beaumont/Texas) ist ein US-amerikanischer Komponist und Musikpädagoge.
Herrington studierte an der Lamar University bei Frank Felice und von 1998 bis 2000 an der University of Louisville bei Simon Bainbridge, Marc Satterwhite und Steve Rouse. Von 2001 bis 2004 setzte er sein Studium an der Royal Academy of Music in London bei Simon Bainbridge fort, außerdem besuchte er Meisterklassen bei Peter Maxwell Davies. Er unterrichtet Musiktheorie und Komposition an der Sam Houston State University und ist Gründer und Leiter der Gruppe für neue Musik Intersection.
An der Royal Academy erhielt er den Josiah Parker Prize für ein Streichtrio und den Battison Haynes Prize. Sein Orgelwerk Silsbee Groves wurde 2002 an der Royal Festival Hall uraufgeführt. Seine Symphonia, ein Auftragswerk der London Sinfonietta, wurde 2004 in der Queen Elizabeth Hall uraufgeführt. Herrington wurde mit dem Royal Philharmonic Society Composition Prize (2003), dem ASCAP Morton Gould Young Composers Awards (2006), und dem ASCAP Leo Kaplan Prize (2006) ausgezeichnet. Er ist Mitglied des American Music Center und der British Society for the Promotion of New Music.  

## Werke
- To Laura Phelan für mittlere Stimme und großes Orchester, 2000
- Truly für Sopran und gemischtes Ensemble, 2000
- Three Poems für Klavier, 2000
- Faulkner Portrait für Klavier, 2000
- Pastorale für großes Orchester, 2001
- Quasi una fantasia für Bläserquintett, 2001
- Canticles of Job für Mezzosopran, Cello und Perkussion, 2001
- If I Forget Thee für großes Orchester, 2002
- Adoration für Streichquartett, 2002
- Trio für Klavier, Violine und Cello, 2002
- Silsbee Groves für Orgel, 2002
- Oculus non vidit für drei Chöre, 2002